# Mount Gretna Suite
Mount Gretna Suite is een (serie) symfonische gedichten gecomponeerd door James Cohn, voltooid in 1991. Het werd voor het eerst gespeeld tijdens Music in Gretna, een plaatselijk festival van dit dorp in Pennsylvania.
James Cohn baseerde zijn compositie op de geschiedschrijving van het dorp Mount Gretna in de Verenigde Staten, vooral geschreven door de inwoner Jack Bitner. De suite behandelt een aantal zaken uit de geschiedenis van die plaatselijke gemeenschap aan de hand van een viertal onderwerpen, verdeeld over de korte deeltjes. De muziek is geschreven voor kamerorkest en verscheen als opus 69 in het oeuvre van de componist. De muziek past niet echt in het beeld van de klassieke muziek van 1991 of binnen de klassieke muziek uit de 20e eeuw, ze is erg traditioneel en wordt gemakshalve ingedeeld als neoclassicistisch. De symfonische gedichten zijn samengebald in een suite.

## Muziek
De suite is verdeeld in vier losse delen:
1. 1783; A wild garden of the forest (een ruige tuin in het bos); je hoort hier bijvoorbeeld vogelgeluiden en het houthakken van een voormalige slaaf Governer Dick;
2. 1883-1893; Development; ontwikkeling van het dorp, de eerste vaste bewoners komen en het dorp wordt verder ontwikkeld onder aanvoering van plaatselijke magnaat, landeigenaar en filantroop Robert H. Coleman, die bijvoorbeeld het spoor laat aanleggen; in 1893 verliet hij de streek, ziek en berooid;
3. 1894- 1984; Dwelling places and changing time; de neergang van het dorp, medeveroorzaakt door de recessie in de jaren 30; zo moet het stationnetje dicht, plaatselijke handelaren gaan failliet;
4. 1991; An evening stroll around Mount Gretna; een natuurwandeling door de omgeving en het dorp zelf.

## Orkestratie
De orkestratie is gelijk aan die van Appalachian Spring van Aaron Copland:
- 1 dwarsfluit, 1 klarinet, 1 fagot
- 1 piano
- 4 violen, 2 altviolen, 2 celli en 1 contrabas

## Discografie
- Uitgave XLNT Music: XLNT-ensemble (gelegenheidsensemble); tevens bron.